# Cecilio Pisano
Cecilio Pisano (Montevideo, 21 novembre 1917 – Genova, 25 aprile 1945) è stato un calciatore uruguaiano naturalizzato italiano, di ruolo centromediano.

## Carriera
Proveniente dal sodalizio uruguaiano del Peñarol, si trasferì in Italia nel 1937, ottenendo la naturalizzazione per via dei suoi antenati italiani per militare nel Liguria. Dopo una prima stagione (1937-1938) con sole tre presenze, passò per una stagione in Serie B alla Sanremese, per poi rientrare a Genova nel 1939 per disputare quattro campionati da titolare in rossonero, tre in serie A e uno in Serie B (stagione 1940-1941, conclusasi con la vittoria nel campionato cadetto).
Nel 1945 era nella rosa della Liguria che partecipò alla Coppa Città di Genova che nei primi mesi di quell'anno sostituì il normale campionato a causa degli eventi bellici che sconvolgevano l'Europa in quel periodo. La competizione fu vinta dal Genoa che sorpassò all'ultima giornata i liguriani.
Strinse un forte amicizia con un colonnello delle SS e venne nominato console dell'Uruguay a Genova; poco dopo, il giorno della Liberazione per le sue idee politiche, morì all'età di 27 anni in circostanze mai chiarite, sembra per mano degli antifascisti, scaraventato giù da una finestra del grattacielo di Piazza della Vittoria a Genova.
In carriera ha disputato complessivamente 74 incontri in Serie A con 2 reti all'attivo, e 57 (una rete) in Serie B.

## Palmarès

### Club

#### Competizioni nazionali
- Campionato uruguaiano: 2

Penarol: 1936, 1937
- Serie B: 1

Liguria: 1940-1941